# Enrico Forlanini

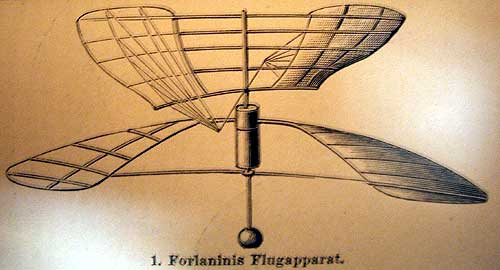
Dibujo del helicóptero desarrollado en 1877 por Enrico Forlanini.

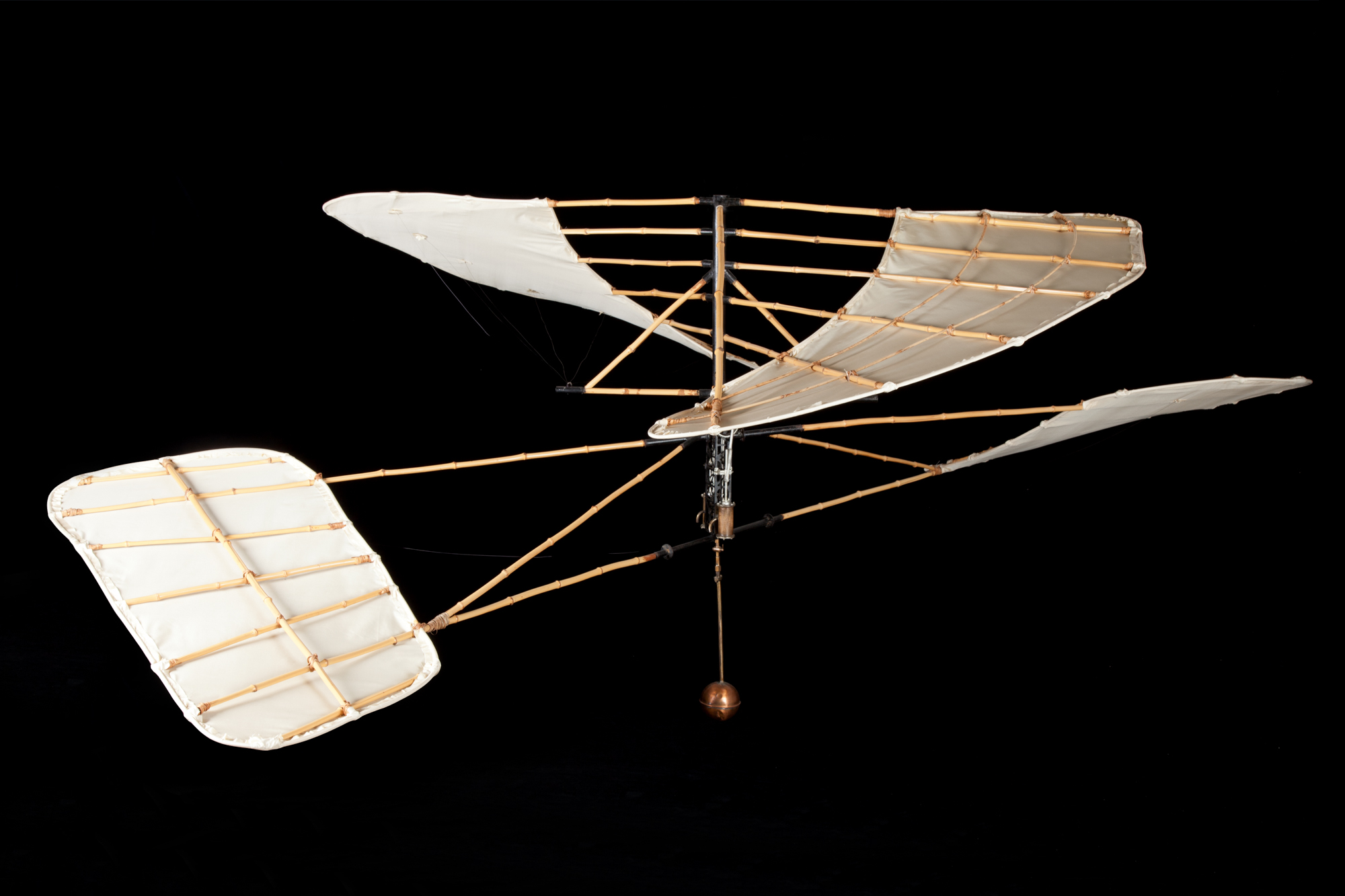
Helicóptero experimental de Enrico Forlanini de 1877, exhibido en el Museo nazionale della scienza e della tecnologia Leonardo da Vinci de Milán.

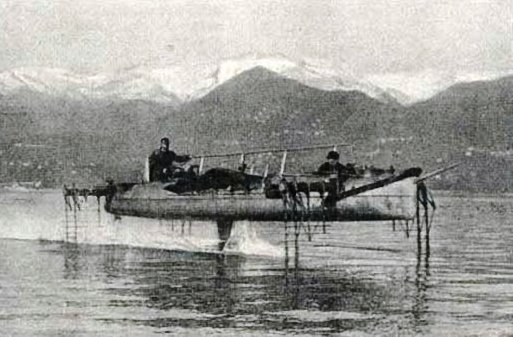
Hidroala de Forlanini navegando en el Lago Maggiore (1910).

Enrico Forlanini (*Milán, 13 de diciembre de 1848 –† Milán, 9 de octubre de 1930) fue un ingeniero italiano, inventor y pionero de la aviación, conocido por sus trabajos con helicópteros, hidroalas y dirigibles. Su hermano mayor Carlo Forlanini fue un famoso médico italiano (1847 - 1918).
En el año 1877 desarrolló un prototipo no tripulado de helicóptero de dos rotores alimentado con un motor a vapor, siendo el primero de su tipo. Logró un despegue vertical y permaneció en el aire unos 20 segundos y logrando una altura de 13 metros cerca de la ciudad de Milán.
Años después, en 1900 inventa lo que se llamará hidroala y en 1905 diseña y construye con éxito el primer hidrodeslizador, capaz de alcanzar 70 km/h.
En el año 1909 diseña y construye el primer dirigible italiano al que puso de nombre Leonardo da Vinci. En 1914 realizó un nuevo tipo de dirigible semirrígido.
Forlanini falleció el 9 de octubre de 1930 con 82 años, mientras seguía trabajando en el diseño de una nueva máquina voladora. En su honor, el Aeropuerto de Milán-Linate también recibe el nombre de Aeropuerto Enrico Forlanini.